# Frederic Porta Vila
Frederic Porta Vila (Tarragona, 22 de desembre de 1957) és un periodista tarragoní.
Va començar a treballar al Diari de Tarragona i a Ràdio Popular de Reus. Posteriorment, ja instal·lat a Barcelona, presentà els esports als informatius de TVE Catalunya, mentre col·laborava a El Noticiero Universal i El Periódico de Catalunya. Va viure quatre anys a Madrid, on també va presentar els esports als Telediarios, dirigí el programa Teledeporte, va retransmetre alguna "Vuelta" ciclista a Espanya i va cobrir Mundials de futbol i bàsquet.
Durant set anys, va viure als Estats Units. Després d'un any (1988) a Phoenix (Arizona) com a corresponsal d'El Periódico, treballà sis anys a Nova York com corresponsal de TVE, El Periódico i, durant els últims dos anys, va treballar també a la cadena nord-americana d'esports ESPN (col·laborant en les emissions per a Llatinoamèrica).
En tornar a Barcelona, l'any 1995 es va per càrrec de la secció de política d'El Periódico. L'any següent, dirigí i va copresentar amb Xavier Grasset el programa d'entreteniment de TV3 Bonic Vespre, emès amb un limitat ressò a la franja horària de la tarda-vespre. Aquell mateix any Antena 3 va aconseguir retransmetre en directe partits de la lliga de futbol els dilluns, essent Frederic Porta qui inicialment va fer de comentarista per A3 Catalunya.
Va posar en marxa el portal futbolístic futvol.com, projecte econòmic important que s'esgotà l'any 2003 per manca de renovació amb la Federació espanyola.
L'any 2003 va ser contractat com a Director d'Informació i Continguts del Fòrum Universal de les Cultures de Barcelona (2004), actuant a voltes de portaveu. L'any 2008 va ser subdirector de Programes de Catalunya Ràdio, sota la direcció d'Oleguer Sarsanedas. Actualment, és free-lance dedicat a l'assessoria de comunicació i, entre altres activitats també col·labora en diversos mitjans com, per exemple, el diari esportiu en català El 9 Esportiu on té una columna d'opinió.

## Llibres publicats
- Sempre guanyen els mateixos. S.l. : l'autor, 2007. Recull dels articles periodístics publicats per l'autor al setmanari El 9 entre 2002 i 2007.
- Kubala : l'heroi que va canviar la història del Barça. Barcelona : Salnonar, 2012
- Contes del Camp Vell. Tarragona : Arola, 2012
- De blues i grana : sis personatges tornen del passat. Barcelona : Saldonar, 2013